# Atakamit
Atacamit je mineral iz skupine halogenidov. Ime tega minerala prihaja iz kraja izvora. Ta se nahaja v puščavi Atacama v severnem Čilu, ki je eden izmed najbolj sušnih krajev na Zemlji. Atacamit je v obliki kristalov. Za nastajanje Atacamita morata biti izpolnjena dva pogoja: suho podnebje in prisotnost bakrove rude. V takšnih okoliščinah ruda oksidira in se ob tem sprošča baker, ki je potreben za atakamit.